# مانوئل بوتومیتز
مانوئل بوتومیتز (به یونانی: Μανουὴλ Βουτουμίτης) فرمانده و دیپلمات اهل بیزانس که جریان جنگ صلیبی اول به دستور آلکسیوس یکم شرکت نمود.